# Bački Vinogradi
Bački Vinogradi (cyr. Бачки Виногради, węg. Királyhalom) – wieś w Serbii, w Wojwodinie, w okręgu północnobackim, w mieście Subotica. W 2011 roku liczyła 1922 mieszkańców.